# 염소젖

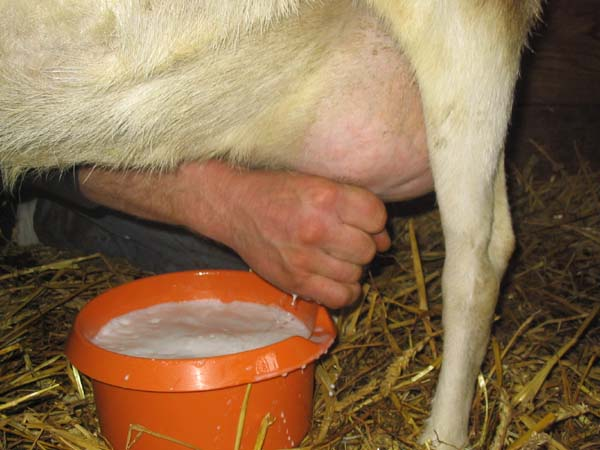
염소젖을 짜고 있는 모습

염소젖(영어: Goat milk)는 염소의 젖이다. 소젖(우유)나 낙타젖과 함께 흔한 젖이며 생산량은 전체 젖의 2퍼센트 정도로 우유 다음으로 많다. 염소를 "산양"이라 부르는 중국이나 일본 등에서는 염소젖을 "산양유(山羊乳)"라 부르기도 하는데, 한국어에서 염소와 산양은 다른 동물이다.

## 같이 보기
- 낙타젖
- 소젖
- 말젖
- 야크젖
- 순록젖
- 물소젖
- 산양유 단백질